# Skjelsvik
Skjelsvik (eller Skjelsvika) är en ort i Porsgrunns kommun i Telemark fylke i södra Norge. Orten ligger vid Brevikbanan, där Europaväg 18 möter riksväg 36, mellan städerna Porsgrunn och Brevik. Bebyggelsen utgör en del av den sammanväxta tätorten Porsgrunn/Skien.

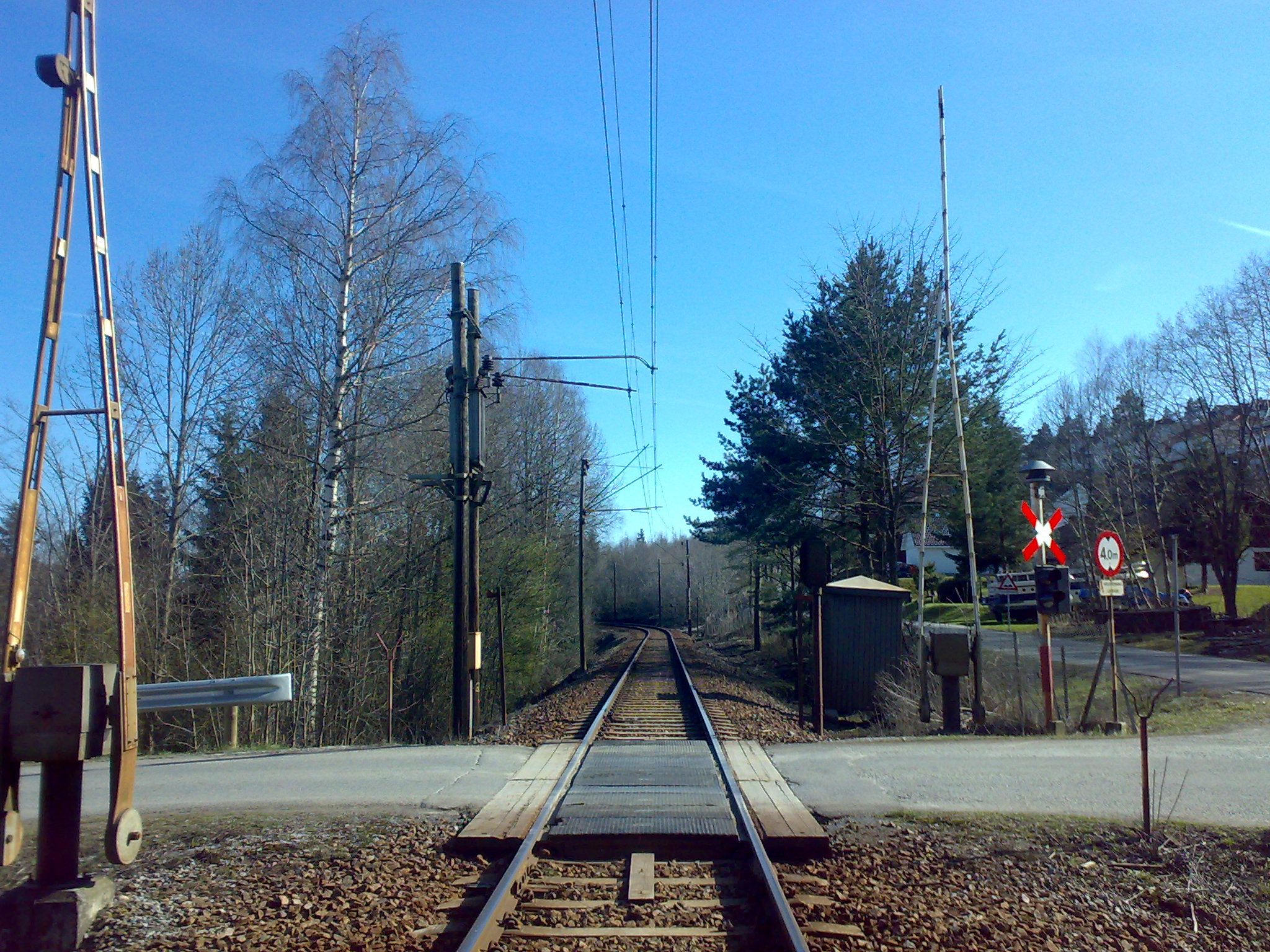
Brevikbanan vid Skjelsvik.